# Linea BMT Nassau Street
La linea BMT Nassau Street è una linea, intesa come infrastruttura, della metropolitana di New York situata a Lower Manhattan. Essendo una trunk line, ovvero una delle linee principali della rete, due dei services che la utilizzano, ovvero le linee J e Z, sono contrassegnati con il colore terra cotta. La linea è utilizzata anche da un altro service, la linea M, che è però contrassegnata con il colore arancione brillante, perché la truck line che utilizza è la linea IND Sixth Avenue.

## Storia
Dopo l'apertura della prima linea sotterranea dell'Interborough Rapid Transit Company, la città iniziò a pianificare nuove linee; tra di esse vi erano la Centre Street Loop Subway e la Fourth Avenue Subway. Il progetto della Centre Street Loop venne approvato il 25 gennaio 1907 e prevedeva una linea con quattro binari, con lo scopo di collegare il ponte di Brooklyn, il ponte di Manhattan e il ponte di Williamsburg passando sotto Centre Street, Canal Street, e Delancey Street. Un'estensione a sud del ponte di Brooklyn, sotto William Street e Wall Street, venne anche presa in considerazione. I contratti per la costruzione della linea vennero assegnati agli inizi del 1907 e in seguito la linea fu affidata alla Brooklyn Rapid Transit Company attraverso i Dual Contracts, siglati il 19 marzo 1913.
Una piccola porzione della linea sotto Dalencey Street, dal ponte di Williamsburg alla stazione di Essex Street, iniziò ad essere utilizzata dalla Brooklyn Rapid Transit Company il 16 settembre 1908. La Centre Street Loop venne poi aperta fino a Chambers Street, nei pressi del ponte di Brooklyn, il 4 agosto 1913, utilizzando però temporaneamente solo i due binari ovest. Una successiva estensione dalla stazione di Chambers Street al Montague Street Tunnel, denominata Nassau Street Loop, fu aperta il 30 maggio 1931, sempre come parte dei Dual Contracts.
I progetti per la stazione di Chambers Street e l'area circostante cambiarono più volte nel corso della costruzione; tra questi progetti vi è anche una connessione con i binari del ponte di Brooklyn mai completata. Nei piani del 1910, i due binari ovest avrebbero dovuto dirigersi verso il ponte, mentre i due binari est avrebbero continuato verso il Montague Street Tunnel. Tuttavia, ciò risulta diverso dal progetto effettivamente costruito e aperto nel 1931, dove i due binari esterni si dirigono verso il tunnel mentre i due interni continuano per alcuni isolati sotto Nassau Street per permettere ai treni di cambiare direzione.
Il 20 settembre 2004, i treni i direzione nord vennero deviati sul secondo binario ovest e le banchine nord delle stazioni di Canal Street e di Bowery vennero chiuse. Il secondo binario est venne quindi rimosso.

## Percorso
|  |  |  |  |  |  | Unknown route-map component "uhCONTg" |

|  |  |  | Unknown route-map component "utSTR+l" | Unknown route-map component "uhtSTRe@fq" | Unknown route-map component "uWKRZh" | Unknown route-map component "uhSTRr" |

| Unknown route-map component "utSTR+l" | Unknown route-map component "utSTRq" | Unknown route-map component "utTBHFt" | Unknown route-map component "utCONTfq" |  |

| Urban tunnel stop on track |  | Unknown route-map component "utABZg3" |  |  |

| Unknown route-map component "utABZg+l" | Unknown route-map component "utABZq1" | Unknown route-map component "utSTRc4" + Unknown route-map component "utKRZto" | Unknown route-map component "utCONTfq" |  |

| Unknown route-map component "utCONT3+g" |  | Urban tunnel straight track |  |  |

| Urban tunnel stop on track |

| Unknown route-map component "utCONTg" | Unknown route-map component "utCONTg" | Urban tunnel straight track |  |  |

| Unknown route-map component "utABZgl" | Unknown route-map component "utKRZt" + Unknown route-map component "utBHF-L" + Unknown route-map component "lACC" | Unknown route-map component "utSTRc2" + Unknown route-map component "utKRZt" + Unknown route-map component "utBHF-R" | Unknown route-map component "uetABZq+3" + Unknown route-map component "lENDE3" | Unknown route-map component "utCONTfq" |

| Unknown route-map component "utLSTR" | Urban tunnel straight track | Unknown route-map component "utABZg+1" | Unknown route-map component "utdSTRc4" | Unknown route-map component "d" |  |

| Unknown route-map component "BLaq" + Unknown route-map component "utACC" | Unknown route-map component "BLeq" + Urban tunnel stop on track |  |

| Unknown route-map component "utCONTgq" | Unknown route-map component "utKRZto" | Unknown route-map component "utKRZto" | Unknown route-map component "utSTR+r" |  |

| Unknown route-map component "utCONTgq" | Unknown route-map component "BLc2" + Unknown route-map component "utKRZto" | Unknown route-map component "KBL2" + Unknown route-map component "KBL3" + Unknown route-map component "utTBHFt" + Unknown route-map component "lACC" | Unknown route-map component "BLc3" + Unknown route-map component "utKRZto" | Unknown route-map component "utCONTfq" |

| Unknown route-map component "KBL1" + Unknown route-map component "utACC" | Unknown route-map component "BLc1" + Unknown route-map component "BLc4" + Urban tunnel straight track | Unknown route-map component "KBL4" + Unknown route-map component "utACC" |

| Unknown route-map component "utCONTf" | Urban tunnel straight track | Unknown route-map component "utCONTf" |

| Urban tunnel stop on track |

|  | Unknown route-map component "utLSTRl" | Unknown route-map component "utLSTRq" | Unknown route-map component "utABZql" | Unknown route-map component "uWKRZt" | Unknown route-map component "utSTR+r" |  |

|  |  |  |  | Unknown route-map component "utCONTf" |

La linea Nassau Street inizia dopo il ponte di Williamsburg, come continuazione della linea BMT Jamaica proveniente da Brooklyn, e continua quindi sotto Delancey Street, dove si trova la stazione di Essex Street. Dopo la stazione di Essex Street, la linea possiede un collegamento con la linea IND Sixth Avenue e continua sotto Kenmare Street, dove si trova il collegamento con la Chrystie Street Connection e la stazione di Bowery, per poi deviare verso sud, sotto Centre Street.
Sotto Centre Street, dove la linea ha quattro binari, sono situate le stazioni di Canal Street e Chambers Street. Prima di questa stazione è presente un collegamento, ormai non più utilizzato, con il ponte di Manhattan.
In seguito, in corrispondenza del City Hall Park, la linea, ora a due binari, devia sotto Nassau Street, la strada che dà il nome alla linea, dove si trova la stazione di Fulton Street, posta perpendicolarmente a quella della linea IND Eighth Avenue, con la quale è collegata. Superata Wall Street, la linea Nassau Street continua sotto Broad Street, dove è situata l'omonima stazione.
Alla fine di Broad Street, la linea si unisce con la linea BMT Broadway all'inizio del Montague Street Tunnel, situato sotto l'East River, e si dirige quindi verso Brooklyn come linea BMT Fourth Avenue. Questa sezione al di sotto della stazione di Broad Street non viene utilizzata da giugno 2010, quando la linea M venne reindirizzata, insieme ad altre linee, per problemi di bilancio della MTA.